# Efectes del cafè sobre la salut

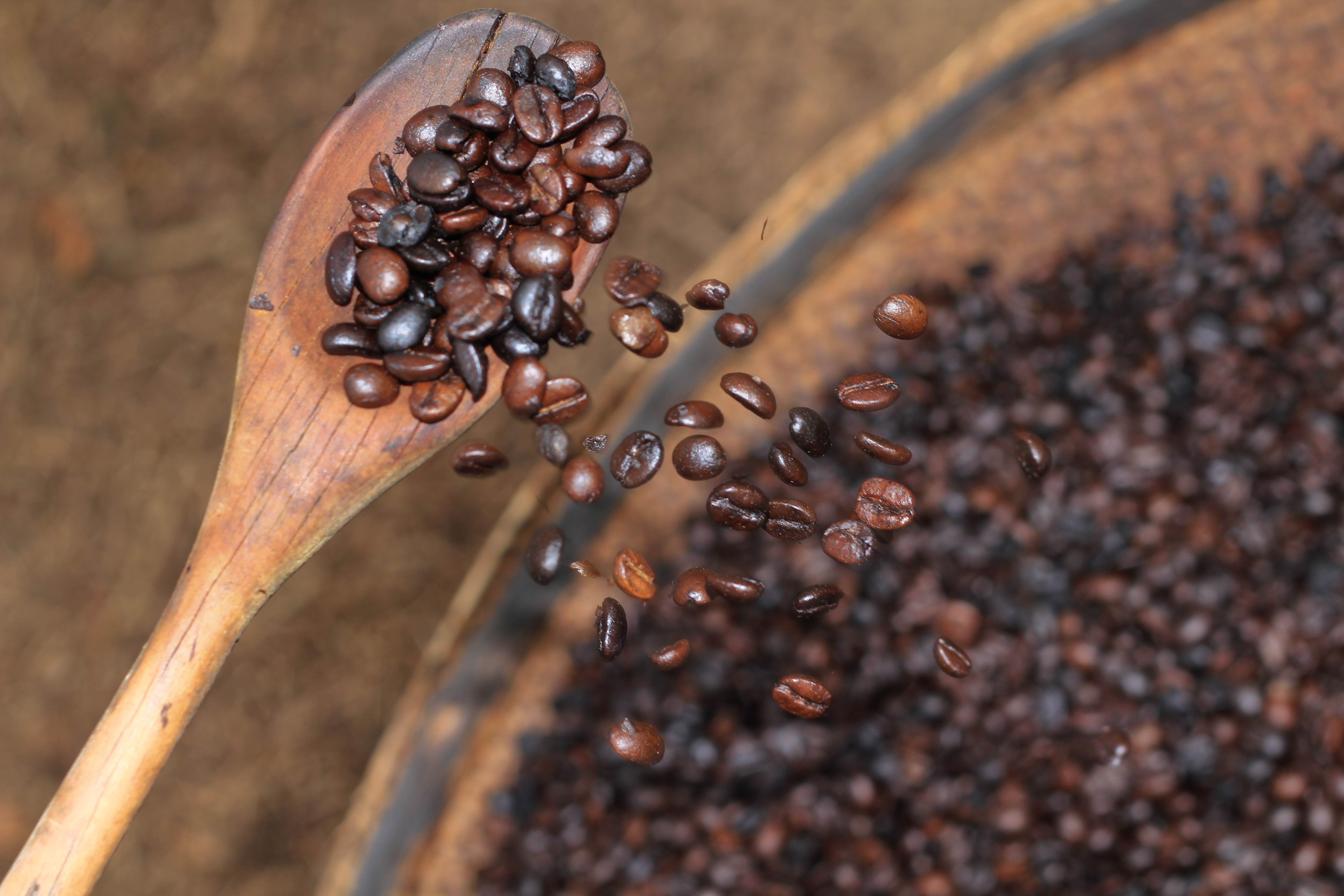
Imatge de grans de cafè, de la varietat aràbiga.

Els efectes del cafè sobre la salut han estat estudiats per determinar com afecta beure cafè en els humans. El cafè conté diveros compostos químics que se sap que afecten la química del cos humà. La mateixa llavor del cafè conté substàncies químiques que són una mica psicotròpiques per als humans, ja que constitueixen un mecanisme de defensa de la planta del cafè enfront dels seus depredadors. Aquestes substàncies químiques són tòxiques en grans dosis o, fins i tot, en poca quantitat per als consumidors de les plantes de cafè. El principal producte psicoactiu del cafè és la cafeïna, que actua com un estimulant.
Estudis recents han posat de manifest que el cafè presenta efectes estimulants addicionals que no estan relacionats amb el contingut de cafeïna. El cafè conté un producte químic encara actualment desconegut que estimula la producció de cortisona i d'adrenalina, que són dues hormones estimulants.
Un estudi de maig del 2012 publicat al New England Journal of Medicine va trobar que els bevedors de cafè que prenien com a mínim dues o tres tasses de cafè al dia tenien una probabilitat d'entre el 10 i el 15 per cent menor de morir per qualsevol raó durant els 13 anys que va durar l'estudi." Els investigadors que van dirigir aquest estudi van declarar que això no implica necessàriament una relació de causa i efecte, però podria ajudar altres investigadors en la direcció correcta.
El cafè descafeïnat es pot obtenir per diversos mètodes, un dels quals és deixant les llavors del cafè simplement en remull. Però un altre és químic i consisteix a fer servir dissolvents que poden ser perillosos, com el tricloroetilè o el clorur de metilè.
El cafè descafeïnat normalment perd una part del gust del cafè normal. També hi ha substituts del cafè que no tenen cafeïna.
La dependència de la cafeïna i els símptomes d'abstinència estan ben documentats.

## Beneficis
En les dones, el consum de cafè disminueix significativament totes les causes de mortalitat, aparentment de forma lineal. Aquelles que consumeixen tres tasses per dia presenten una mortalitat relativa d'aproximadament 0,85 de la que presenten les que no consumeixen cafè. En els hòmens aquests beneficis no són tan grans. Els resultats van ser similars per al cafè descafeïnat.
Els estudis científics també han demostrat que el consum del cafè redueix el risc d'Alzheimer i altres demències senils, reducció de tenir pedres al ronyó en homes i dones, reducció del risc de malaltia de Parkinson. i augmenta el rendiment cognitiu.
La cafeïna augmenta l'efectivitat d'alguns dels analgèsics, especialment en pacients amb migranya i mal de cap que prenen aquests medicaments.
La ingestió de cafè redueix el risc de patir diabetis mellitus de tipus 2 fins a un 50%.
El cafè també redueix la incidència de la cirrosi

### Càncer
A l'Àfrica s'ha observat que el consum de cafè té relació amb un baix risc reduït de patir càncer a la boca, a l'esòfag i a la faringe. No s'ha trobat benefici en el cas del càncer d'ovaris.

### Cardioprotector
El cafè redueix moderadament la incidència de mort per malaltia cardiovascular.

### Laxanti diürètic
El cafè és un poderós estimulant de la peristalsi i podria evitar el restrenyiment, tot i que -pel mateix motiu- pot provocar moviments excessius dels budells. L'efecte estimulant sobre el còlon és el mateix amb el cafè amb cafeïna o sense.
La cafeïna no actua com un diürètic quan es consumeix amb moderació (menys de 5 tasses al dia o de 500 a 600 mil·ligrams).

### Antioxidant
El cafè conté polifenols, flavonols i antocianidina. Aquests compostos tenen efectes antioxidants i redueixen potencialment el dany cel·lular oxidatiu.

### Evitació de lacàries
El taní que conté el cafè pot reduir el potencial cariogènic de les restes d'aliments que s'enganxen entre les peces dentals.

### Gota
El consum de cafè redueix el risc de patir gota en els homes d'uns 40 anys.

### Pressió de la sang
Un estudi de l'any 2011 va demostrar que el consum moderat de cafè (menys de 5 tasses al dia) estava inversament relacionat amb l'alta pressió sanguínia i els alts nivells de triacilglicerols en els homes japonesos. Tanmateix aquest estudi no va trobar aquesta relació en les dones nipones.

## Riscs
- Dependència de la cafeïna.

- Càncer: hi ha uns 1.000 productes químics en el cafè torrat 19 dels quals són carcinògens en els rosegadors.[29] Tanmateix la majoria de les substàncies citades com a carcinògens en els rosegadors es troben de manera natural i podrien no ser carcinògens en les condicions ambientals normals.[29] Amb tot i això, l'extracte de cafè se sospita que causa càncer en el pàncrees humà[30][31]

- El cafè instantani conté un nivell molt més alt d'acrilamida que el cafè normal.[32]

- Problemes gastrointestinals: el cafè pot causar úlceres i gastritis.[33]
- Efectes psicològics i canvis en la son: la cafeïna té diversos efectes psicològics com ansietat i irritabilitat, com també el símptoma d'abstinència.[34] El cafè també pot causar insomni en algunes persones i en altres pot causare narcolèpsia.[35]

- Colesterol: un estudi de 2007 indica que els diterpens cafestol i kahweol, poden fer pujar els nivells del colesterol LDL en els humans.[36] Això indica que el cafè fa pujar el colesterol.

### Pressió de la sang
Anys enrere es considerava que la cafeïna incrementava el risc d'hipertensió arterial ; tanmateix els estudis recents no ho confirmen.

### Efectes en l'embaràs
Les molècules de cafeïna són prou petites per travessar la placenta i entrar en el torrent sanguini del fetus i afectar-lo, per exemple en la son.

### Interaccions ambmedicaments
La cafeïna combinada amb Paracetamol (també anomenat comercialment Tylenol i Acetaminophen, en altres països) pot danyar el fetge.